# Ben Obese-Jecty
Benjamin Obese-Jecty ( /ˌ ɒ b s iː ˈ dʒ ɛ k t iː / né en septembre 1979) est un homme politique conservateur britannique qui est député de Huntingdon depuis 2024.

## Jeunesse
Le père d'Obese-Jecty est d'origine ghanéenne et arrive en Grande-Bretagne sur le SS Apapa à l'âge de quatre ans en 1953. Il est métis, sa mère étant blanche et anglaise. Il fréquente l'université avant de rejoindre l'armée britannique.

## Service militaire
Après avoir fréquenté l'Académie royale militaire de Sandhurst, Obese-Jecty est nommé sous-lieutenant dans le régiment du duc de Wellington le 11 décembre 2004, avec ancienneté dans ce grade à partir du 15 décembre 2001. Il est promu au grade de lieutenant le même jour, le 11 décembre 2004, avec ancienneté dans ce grade à compter du 15 décembre 2003. Il rejoint le Yorkshire Regiment après que son premier régiment ait fusionné avec d'autres pour le former en 2006. Il est promu capitaine le 11 juin 2007.
Obese-Jecty effectue une mission en Irak en tant que remplaçant d'une victime de combat, « seulement trois mois après avoir terminé [sa] formation ». De 2009 à 2010, dans le cadre de l'opération Herrick 11, il effectue une tournée en Afghanistan dans un « rôle de partenariat intégré encadrant le 2e Kandak de l'armée nationale afghane » à Sangin, dans la province d'Helmand.
Obese-Jecty est transféré dans la réserve régulière des officiers de l'armée le 11 décembre 2012, mettant ainsi fin à son service militaire actif.

## Carrière
Après avoir quitté l'armée britannique en 2012, il se tourne vers le secteur bancaire.
Obese-Jecty passe deux ans en tant que fiduciaire d'académie au Esher Sixth Form College de 2021 à 2023.
Lors des élections générales de 2019, Obese-Jecty est choisi pour le Parti conservateur dans le siège travailliste sûr de Hackney North et Stoke Newington contre la ministre de l'Intérieur fantôme travailliste de l'époque, Diane Abbott. Il termine deuxième derrière Abbott, obtenant 11,9 % des voix. Au cours de la campagne, Obese-Jecty est victime d'insultes raciales de la part d'autres Noirs parce qu'il se présentait pour le Parti conservateur.
En septembre 2023, il est choisi comme candidat conservateur pour succéder à Jonathan Djanogly comme député de Huntingdon. Aux élections générales de 2024, il est élu député de Huntingdon avec 18 257 voix et une majorité de 1 499 voix sur le candidat travailliste arrivé deuxième.